# Pequena Andamão
Pequena Andamão (onge: Gaubolambe) é a ilha mais a sul das Ilhas Andamão, com área de 739 km². É a quarta maior do arquipélago e está separada da ilha Rutland na Grande Andamão pela Passagem de Duncan. Nesta ilha habita a tribo do povo Onge e é reserva tribal desde 1957.
A ilha é baixa e coberta por floresta húmida, sendo habitada por espécies raras de tartarugas-marinhas.  Na década de 1960, o Governo da Índia iniciou um programa de colonização centrado na florestação, depois abandonado, sendo posteriormente dada (em 2002) uma ordem judicial que confirma a proteção da zona.

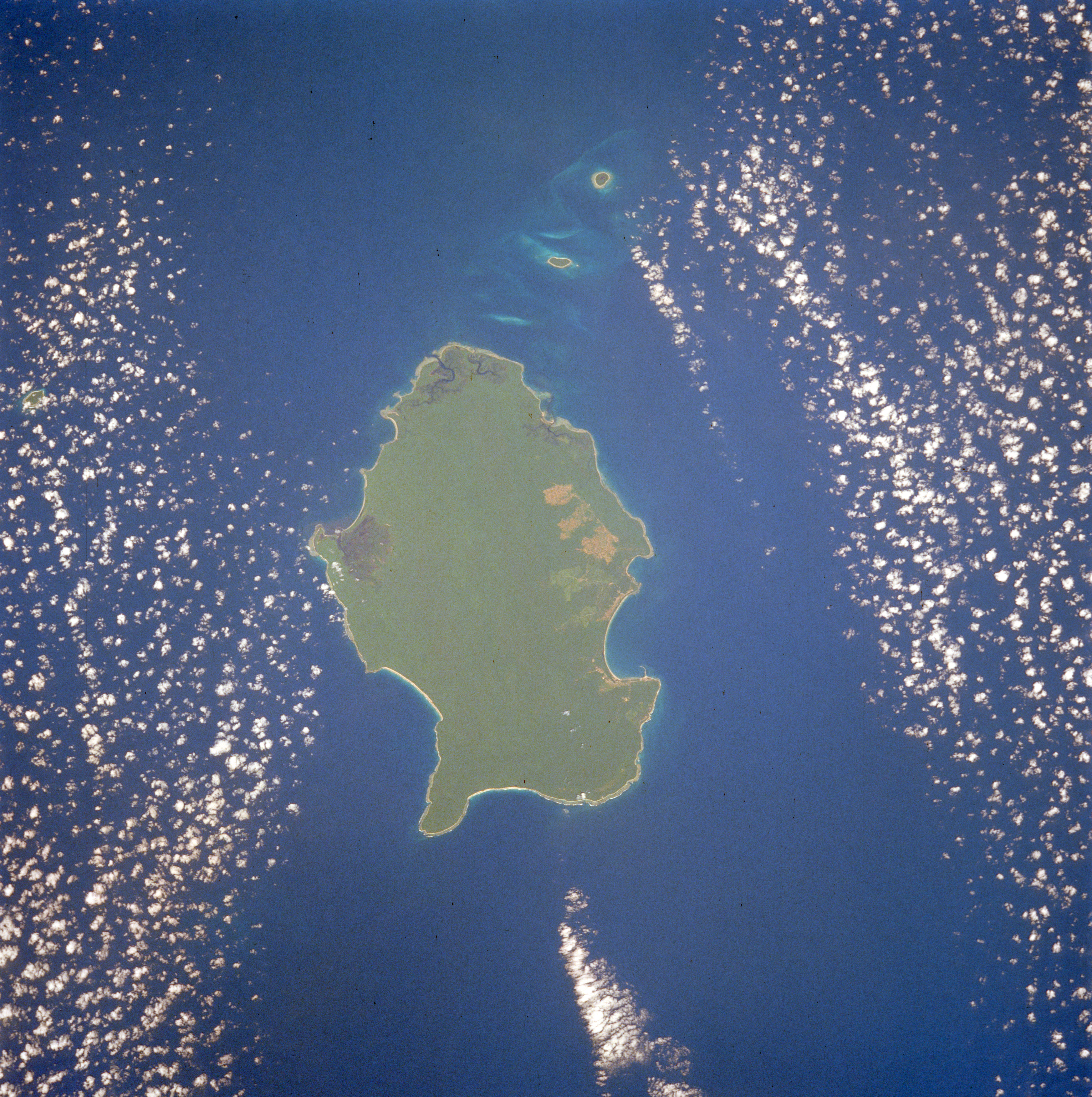
Em 1990 o Space Shuttle captou esta imagem da Pequena Andamão; os dois ilhéus conhecidos como "the Brothers" estão na parte superior, na Passagem de Duncan.

A Pequena Andamão sofreu o tsunami produzido pelo sismo do Oceano Índico de 2004.